# Mae Salong Nok
Mae Salong Nok (Thai: แม่สลองนอก) is een tambon in amphoe Mae Fa Luang in Thailand. De tambon had in 2005 15.028 inwoners en bestaat uit 13 mubans.